# 包洛伊特
包洛伊特（匈牙利語：Balajt）是匈牙利包尔绍德-奥包乌伊-曾普伦州所辖的一个村。总面积9.03平方公里，总人口476，人口密度52.7人/平方公里（2011年1月1日）。